# 스페이스 동의보감
《스페이스 동의보감》은 매직영상에서 제작한 대한민국의 애니메이션으로, 1기는 SBS TV에서 2021년 11월 3일부터 2022년 1월 26일까지 종료했고, 2기는 KBS 2TV에서 2023년 8월 9일부터 11월 15일까지 종료했다.

## 방영 일시
| 방송 채널 | 방송일                            | 방송 시간 |
| --------- | --------------------------------- | --------- |
| SBS TV    | 2021년 11월 3일 ~ 2022년 1월 26일 | 종료      |
| KBS 2TV   | 2023년 8월 9일 ~ 11월 15일        | 종료      |

## 등장 인물
- 미루
- 새루
- 소령
- 김불사
- 다크맨
- 덜티맨
- 허진
- 유화
- 은령
- 지구의 정령
- 수호요정

## 목소리 출연
- 이선호
- 윤성혜
- 이동훈
- 정의택

## 제작진
- 손수희 - 책임 프로듀서
- 이순주, 양선주 - 프로듀서
- 기획 - (주) 매직영상(원작/제작)
- 전홍덕 - 제작/감독
- 이지희 - 시나리오
- 임현택, 지유나 - 캐릭터 디자인
- 임현택 - 스토리보드
- 이정은, 안영란, 윤슬아 - 배경 디자인
- 전홍덕 - 아트디렉터
- 임현택, 지유나 - 애니 감독
- 송문정, 장인선, 김두환 - 원화
- 정은진, 오은숙, 이진아 - 동화
- 이정혜, 최은경, 홍혜연 - 디지털 채색
- 양정기 - 영상편집/ 타이틀 디자인 /디지털 촬영
- (주) 매직영상 - 애니 제작
- Jo Sound - 음악/ 효과 / 믹싱
- 신푸름 - 작사/ 작곡
- 정의택 - 노래
- 김연재 KBS미디어 - 홈페이지 제작
- 이수은 - 종합편집
- 황은서 - 자막디자인
- 차한결 - 조연출
- 이순주 - 연출
- 기획 - KBS
- 제작 - (주) 매직영상
- 저작권, 제공, 배급 - ⓒ 2021 ~ 2023 (주) 매직영상 All rights reserved.

## 방영 목록

### 시즌 1
| 화차       | 제목                    | 방송 일자        |
| ---------- | ----------------------- | ---------------- |
| 1화        | 수호요정의 정체         | 2021년 11월 3일  |
| 2화        | 지구의 나무를 지켜라    | 2021년 11월 10일 |
| 3화        | 비밀의 삼각지 섬        | 2021년 11월 17일 |
| 4화        | 해적단에게 붙잡히다     | 2021년 11월 24일 |
| 5화        | 물고기 뱃속 탈출기      | 2021년 12월 1일  |
| 6화        | 우주에서 온 도깨비      | 2021년 12월 8일  |
| 7화        | 모든 일에는 댓가가 있다 | 2021년 12월 15일 |
| 8화        | 숲 속 친구들을 만나다   | 2021년 12월 22일 |
| 9화        | 엄마는 널 사랑해        | 2021년 12월 29일 |
| 10화       | 감기는 만병의 근원      | 2022년 1월 5일   |
| 11화       | 지구정령의 부탁         | 2022년 1월 12일  |
| 12화       | 김불사의 음모           | 2022년 1월 19일  |
| 최종화(13) | 새로운 행성을 찾아서    | 2022년 1월 26일  |

### 시즌 2
| 화차       | 제목                      | 방송 일자        |
| ---------- | ------------------------- | ---------------- |
| 1화        | 어둠의 그림자             | 2023년 8월 9일   |
| 2화        | 석유나라의 사막왕자       | 2023년 8월 16일  |
| 3화        | 사막의 전갈 로봇          | 2023년 8월 23일  |
| 4화        | 덜티맨과 함께 삼색도시로  | 2023년 8월 30일  |
| 5화        | 괴물새의 습격             | 2023년 9월 6일   |
| 6화        | 바닷속의 또 다른 세계     | 2023년 9월 13일  |
| 7화        | 생명의 나무를 찾아서      | 2023년 9월 20일  |
| 8화        | 비밀의 피라미드           | 2023년 10월 11일 |
| 9화        | 퀴즈왕 스핑크스           | 2023년 10월 18일 |
| 10화       | 기억 속에서 방법을 찾아라 | 2023년 10월 25일 |
| 11화       | 충치백작 드라큘라         | 2023년 11월 1일  |
| 12화       | 태양의 후예 새루          | 2023년 11월 8일  |
| 최종화(13) | 뭉치면 할 수 있어!        | 2023년 11월 15일 |

## 결방 및 편성안내
- 2023년 9월 27일, 10월 4일: 항저우 아시안 게임의 관계로 인해 결방했다.